# 1658
Cette page concerne l'année 1658  du calendrier grégorien.
L'année 1658 est une année commune qui commence un mardi.

## Événements
- 28 janvier, Montréal : Marguerite Bourgeoys reçoit du sieur de Maisonneuve une étable et y inaugure une école pour l’éducation des Françaises et des Indiennes. Le 2 juillet, elle fonde la Congrégation de Notre-Dame de Montréal[1].
- 28 mars : les colons du Cap commencent à acquérir des esclaves importés[2], car les Khoïkhoïs (Hottentots) refusent de se mettre à leur service. Ils viennent d’Angola et d’Afrique occidentale (310 en 1687).
- 17 septembre, Brésil : Salvador Correia de Sá e Benevides se voit confier par le gouvernement de Lisbonne les trois capitaineries du Sud (Espirito Santo, Rio de Janeiro et São Vicente)[3]. Il a pour projet de créer pour lui, au sud de São Vicente, la capitainerie de Santa Catarina pour mettre en valeur le Sud du Brésil et rouvrir la route clandestine de l'argent venu de Potosi par Buenos Aires. Il cherche de l'or dans la région de Paranaguá tandis que son fils le cherche dans la capitainerie d’Espirito Santo.
- Septembre : expulsion et massacre des Indiens caraïbes à la Martinique[4].

- Fondation de la communauté juive de Newport, à Rhode Island, K.K. Yeshuat Israël (« Le salut d’Israël »)[5].
- Toxonu, roi d’Arda (Allada) envoie un ambassadeur, Bans, accompagné d'un domestique, à la cour de Philippe IV roi d'Espagne pour établir des relations commerciales au détriment de Ouidah. Une mission en Guinée est organisée et confiée aux Capucins mineurs de Castille, qui s'embarquent le 25 novembre 1659 à Cadix. Ils arrivent à Arda le 14 janvier 1660, mais la mission échoue et ils sont de retour en Espagne en 1661[6].

### Asie

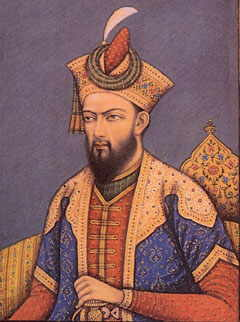
21 juillet : début du règne d’Aurangzeb. L’Inde moghole atteint sa plus grande extension. Le pays est administré par des zamindars, qui reçoivent un fief en rétribution de leurs services. Étrangers (Perses, Afghans, Moghols), ils ne parviennent pas à s’imposer aux Indiens. De plus, la polygamie provoque des querelles de succession entre les héritiers, qui perturbent le service de l’État.

- 29 mai, Inde : Aurangzeb bat son frère Dârâ Shukûh à Samugarh[7].
- 8 juin : Aurangzeb prend Āgrā et enferme son père Shah Jahan, malade, dans le fort rouge puis prend le pouvoir[7].
- 24 juin : prise de Jaffna. Les Hollandais expulsent les Portugais de Ceylan[8].
- 25 juin : Murad, frère d’Aurangzeb, est arrêté et emprisonné avant d’être exécuté à Gwalior en décembre 1661[7].
- 21 juillet : Aurangzeb est proclamé empereur moghol (fin du règne en 1707)[7]. Jusqu’en 1666, Aurangzeb poursuit la politique de conquête de son père. Il remporte des succès important au Bengale, plus nuancés dans le Dekkan. Intolérant, il fera détruire de nombreux temples hindous (Vârânasî, Mathurâ, Ayodhya) et persécutera les tenants de l’hindouisme. Il abolit le culte impérial instauré par Akbar, décourageant la musique et la peinture. Son règne marque le déclin de la littérature et des arts ainsi que celui de la puissance des Moghols.

- Les Âhom, peuple mongol installé en Assam occupent Gauhati où ils saisissent d’importants armements et chevaux au gouverneur Moghol. Le gouverneur du Bengale, Mir Jumla (en) intervient. Il rencontre peu de résistance, mais le climat et la guérilla décime ses forces (1658-1663)[9].
- Établissements néerlandais à Cassimbazar, Baranagor, Patna, Balasore et Negapatam[10].
- Le Cambodge doit accepter la suzeraineté des Nguyễn et céder la région de Biên Hòa aux vietnamiens[11].
- Guerre entre la Birmanie et la Chine (fin en 1661)[12].
- Le gouvernement du shogun refuse de répondre à une demande d’aide envoyé par le corsaire ming Koxinga désireux de reprendre la Chine au Mandchous[13].
- Fondation de la place forte de Nertchinsk en Sibérie par Afanasy Pachkov[14].

### Europe
- 30 janvier-12 février : Charles X Gustave de Suède fait passer ses troupes de Suède au Danemark sur la mer gelée et menace Copenhague[15].
- 4 février : Oliver Cromwell dissout le parlement anglais qui ne lui avait pas accordé suffisamment de subsides[16].
- 1er mars : Une grave crue de la Seine, la plus forte connue, se produit notamment à Paris où le pont Marie est emporté[17].
- 8 mars (26 février du calendrier julien) : par le traité de Roskilde, les Danois abandonnent leurs prétentions sur le sud de la Suède (Scanie, Halland, Bornholm et Blekinge). La Norvège doit céder le Bohuslän et Trondhjem[18].
- Avril-août : soulèvement « des sabotiers » en Sologne[19].
- 1er juin, Ukraine : le soulèvement de Martyn Pushkar contre l'hetman Ivan Vyhovsky, encouragé par les Russes, est réprimé à Poltava. Les Russes envahissent l'Ukraine en 1659.
- 14 juin : victoire décisive de Turenne à la bataille des Dunes sur les Espagnols de Condé et de don Juan d’Autriche[12].
- 25 juin : prise de Dunkerque par la France qui est remise aux Anglais[19].
- Du 2 juillet au 4 septembre, l’armée française conquiert Bergues, Furnes, Dixmude, Gravelines, Audenarde, Menin, Ypres et s’approche de Bruxelles[19].
- 6 juillet : François Le Tellier, marquis de Louvois, devient secrétaire d’État[20].
- 18 juillet[21] :
  - Traité entre Léopold Ier et les Électeurs : L’empereur s’engage à reconnaître la supériorité territoriale des princes et à ne pas intervenir dans la guerre entre la France et l’Espagne.
  - Léopold Ier est élu empereur romain germanique à Francfort (couronnement le 1er août, fin de règne en 1705).
- 19 juillet : le patriarche Nikita Nikon, privé de la confiance du tsar à cause de son intransigeance, se retire au monastère de la Résurrection ou de la Nouvelle Jérusalem qu’il a fondé[22]. Le métropolite de Kroutitsy, Pitirim, expédie les affaires courantes du patriarcat.
- 20 juillet : assemblée séditieuse de gentilshommes dans la forêt de Conches[23].
- 11 août, seconde guerre du Danemark : Charles X Gustave assiège Copenhague[24].
- 14 et 15 août, Mayence : signature de la Ligue du Rhin entre les princes rhénans (Électorat de Mayence, Électorat de Cologne), la Suède et la France pour faire respecter les clauses des traités de Westphalie[25].
- 3 septembre : Oliver Cromwell meurt à Whitehall après avoir désigné son fils Richard comme successeur[12].
- 16 septembre : traité d'Hadiach entre l'hetman des cosaques Ivan Vyhovsky et la Pologne ; le tiers de l’Ukraine est érigé en grand-duché de Ruthénie et entre dans la république Polonaise avec le même statut que la Lituanie (suppression de l’Union de Brest-Litovsk de 1596 et liberté pour les orthodoxes[26].
- 10 octobre : Mehmet Köprülü enlève la Transylvanie à Georges II Rákóczy. Ákos Barcsay est élu prince par les États qui doivent payer des dédommagements à la Porte[27].

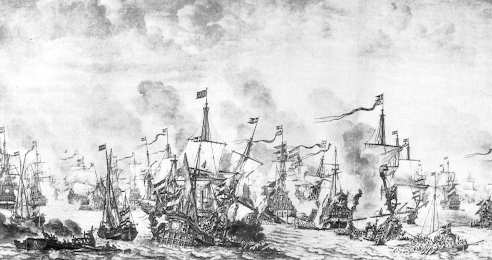
8 novembre : bataille du Sund.

- 8 novembre[28] (29 octobre du calendrier julien) : bataille de l'Øresund[29]. Les Provinces-Unies, alliés des Danois sont victorieux de la flotte suédoise soutenue par l’Angleterre.
- 21 décembre : les missionnaires quakers de Bristol Katherine Evans et Sarah Cheevers, qui tentent de gagner Alexandrie, arrivent à Malte où elles sont emprisonnées par l'Inquisition[30].

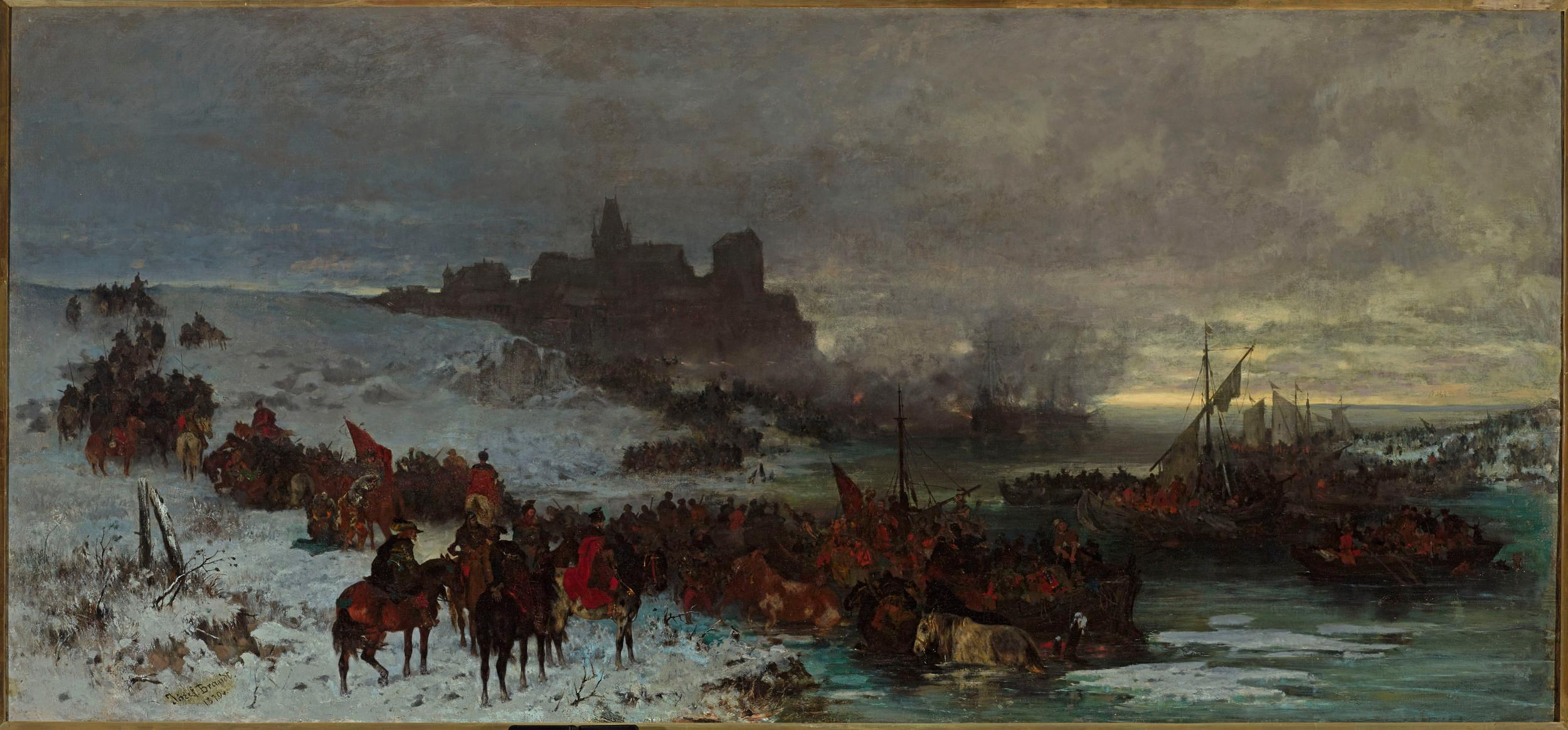
25 décembre : bataille de Kolding.

- 24 décembre : victoire des Danois et des Polonais sur la Suède à la bataille de Kolding[31].
- 30 décembre : trêve de trois ans entre la Suède et la Russie[32]. Les conquêtes russes de Livonie sont garanties.

- Léopold Ier envahit la Poméranie suédoise avec l’aide de la Pologne[33].
- Décret d'expulsion des sociniens de Pologne (Petite Église polonaise)[34].

## Naissances en 1658
- 10 janvier : Michel Serre, peintre français († 10 octobre 1733).
- 18 février : Charles-Irénée Castel de Saint-Pierre, écrivain, diplomate et académicien français († 29 avril 1743).
- 4 mars : François de Mailly, cardinal français, archevêque de Reims († 13 septembre 1721).
- 5 mars : Antoine de la Mothe Cadillac, explorateur français, fondateur de Détroit, États-Unis († 16 octobre 1730).
- 14 mars : David van Hoogstraten, philologue néerlandais († 21 novembre 1724).
- 23 mars : Jean-Baptiste Santerre, peintre français († 21 novembre 1717).
- 22 avril : Giuseppe Torelli, musicien italien († 8 février 1709).
- 10 juillet : Luigi Ferdinando Marsigli, géographe et naturaliste italien († 1er novembre 1730).
- 25 août : Claude Audran III, peintre de décorations murales français († 27 mai 1734).
- Date précise inconnue :
  - Rinaldo Botti, peintre italien († 31 mars 1740).
  - Frans Werner Tamm, peintre allemand († 1724).
- Vers 1658 :
  - Giuseppe Maria Abbiati, dessinateur et graveur en taille-douce italien († vers 1720).
  - Giovanni Agostino Cassana, peintre baroque italien († 1720).

## Décès en 1658
- 3 janvier : Jacques Dyel du Parquet, gouverneur de la Martinique.
- 18 janvier :  Takatsukasa Nobufusa, noble de cour japonais kuge du début de l'époque d'Edo (° 17 novembre 1565).
- 27 janvier : Louis-Charles de Nogaret de Foix, duc de la Valette et de Candale, à Lyon.
- 10 mars : Pierre Du Moulin, théologien protestant français[35]. (° 1558).
- 17 mars : Diego La Matina, religieux italien, brûlé vif à Palerme (° 15 mars 1622).
- 25 mars : Guillaume du Mont, jésuite des Pays-Bas espagnols (° 1564).
- 11 juin : Domenico Carpinoni, peintre italien (° 1566).
- 3 septembre : Oliver Cromwell, militaire et homme politique anglais.
- 4 octobre : Francisco Barrera, peintre baroque du siècle d'or espagnol (° 1595).
- 22 octobre : Charles Bouvard, médecin français (° 1572).
- 4 novembre : Antoine Le Maistre, avocat janséniste français (° 1608).
- 9 novembre : Théodore de Sany, carillonneur bruxellois et peintre (° 20 janvier 1599).
- 16 novembre : Rostom Khan, homme politique et militaire persan et géorgien, roi de Karthli et de Kakhétie (° 1567).
- 12 décembre : Sanada Nobuyuki, daimyo des époques Azuchi Momoyama et Edo de l'histoire du Japon (° 1566).
- 26 décembre : Simon Guillain, sculpteur français (° 1581).
- Date précise inconnue :
  - Clemente Bocciardo, peintre italien (° 1620).
  - Pieter de Bloot, peintre néerlandais (° vers 1601).
  - Francisco de Borja y Aragón, prince de Squillace, comte de Mayalde, comte de Simari, vice-roi du Pérou est un prince espagnol (° 1577).
  - Sen Sōtan, maître de thé japonais (° 1578).
  - Xiang Shengmo, peintre chinois (° 1597).